# Mira (компанія)
Mira Byggeprodukter A/S — данська компанія, виробник будівельних і оздоблювальних матеріалів та інструментів, як для професіональних будівельників, так і для приватних користувачів. Заснована у 1959 році. Головний офіс розташовується в Гадструпі.
Входить до складу холдингу Fenrisulven Holding Group.

## Історія
З моменту свого заснування в 1959 році Mira почала виробляти мінеральні фасадні штукатурки. У зв'язку із розвитком будівельних технологій і переходом від цегляного будівництва до панельного Mira почала виробництво гідроізоляції, клею, затирок, а також інших матеріалів для плиткових робіт.
З середини 1970-х років компанія вийшла на міжнародний ринок; нині вона експортує понад 85 % своєї продукції у Північну Європу. Має заводи, торгові компанії і партнерів в Скандинавії, Великій Британії, Польщі, Естонії, Латвії, Литві та Україні.

## Продукція
Асортимент компанії налічує різні види сухих будівельних сумішей:
- затирки для швів
- клей для керамічної плитки, мозаїки, натурального та штучного каменю
- самовирівнюючі підлоги
- ґрунтовки
- засоби по догляду за плиткою і натуральним каменем
- гідроізоляційні матеріали